# Francisco Gomes do Avelar
Francisco Gomes do Avelar, igualmente conhecido como Francisco Gomes de Avelar (Mato, Vila Franca de Xira, 17 de Janeiro de 1739 - Faro, Algarve, 15 de Dezembro de 1816) foi um Bispo do Algarve, em Portugal.

## Biografia

### Nascimento e educação
Francisco Gomes do Avelar nasceu no lugar do Mato, no concelho de Vila Franca de Xira, em 17 de Janeiro de 1739, filho dos lavradores Francisco e Maria Gomes.
Desde a sua juventude que mostrou uma grande vontade de entrar na carreira eclesiástica, pelo que em 1753, quando tinha catorze anos de idade, foi viver para Lisboa, para estudar com um tio que era pároco naquela cidade. Estava em Lisboa quando se deu o devastador Sismo de 1755. Em 1757 integrou-se na Congregação dos Oratorianos, onde foi um aluno de distinção.

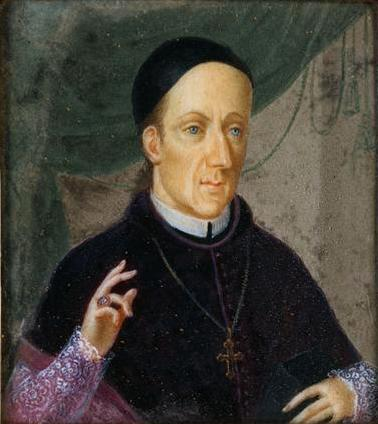
Retrato de D. Francisco Gomes de Avelar.

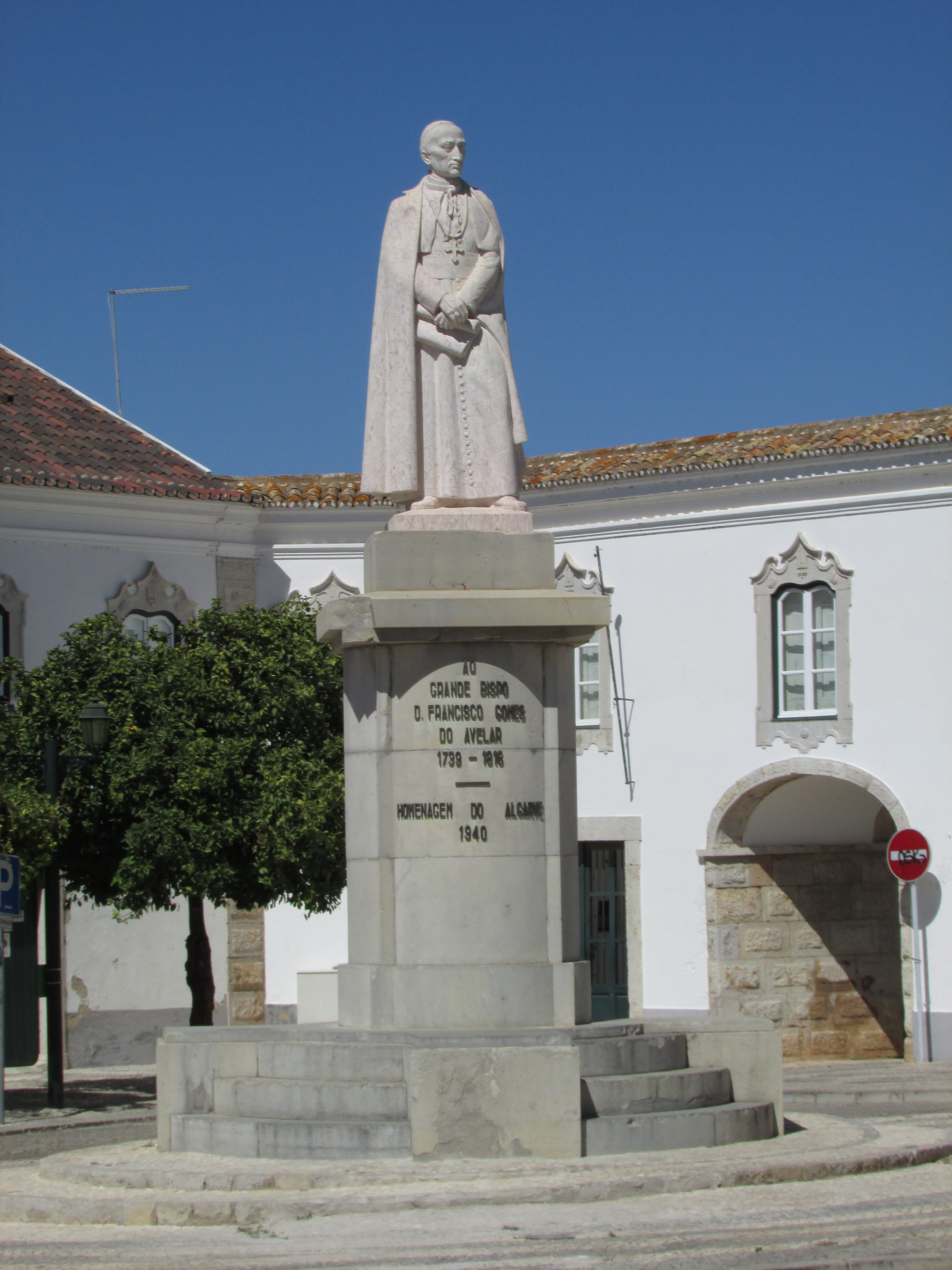
Estátua de Francisco Gomes de Avelar, no Largo da Sé, em Faro.

### Carreira profissional e eclesiástica
Iniciou a sua carreira como professor na Ordem dos Oratorianos, tendo ensinado as disciplinas de Sagrada Escritura, Retórica, Filosofia e Moral. Durante a sua carreira docente, defendeu a renovação do ensino, nas vertentes didácticas e pedagógicas.
Em 1786 ou 1787, viajou até Roma, a convite do ex-Núncio Apostólico em Lisboa, e seu amigo e confessor, Cardeal Ramuzzi. Foi apresentado ao Papa Pio VI e a outras altas autoridades da igreja, onde foi bem recebido. Esteve no Vaticano cerca de dois anos, durante os quais esteve exposto aos meios intelectuais da Cúria papal, especialmente as grandes figuras do iluminismo, que pretendiam modificar o formato da civilização europeia, criando uma nova filosofia histórica. Francisco Gomes do Avelar absorveu assim as novas tendências para a análise da realidade histórica, especialmente da antiguidade clássica, que defendiam um maior estudo e preservação do património. Aprendeu igualmente novos cânones estéticos, e estudou a obra dos artistas da Academia Clementina. Também encontrou dois pintores portugueses, tendo trazido obras para Portugal que foram depois preservadas no museu de Faro.
Voltou a Portugal em 1788 e em 16 de Janeiro de 1789 foi nomeado como Bispo do Algarve, embora só tenha tomado o seu assento na catedral de Faro em 26 de Abril desse ano. Quando tomou posse, declinou a realização dos festejos que normalmente se faziam por esta ocasião, tendo em vez disso viajado por toda a região, de forma a melhor conhecer a situação da sua nova diocese. Encontrou uma província com graves problemas sociais e económicos, devastada pelo sismo, com meios de transporte muito deficientes e um nível de instrução muito reduzido. Além disso, também faltavam as defesas militares, sendo a província diversas vezes atacada pelos senhores de outras regiões. Durante a sua carreira como bispo, aplicou os ideais que tinha aprendido em Roma, ao reconstruir vários edifícios de valor histórico que tinham ficado destruídos durante o sismo de 1755. Foi um dos principais impulsionadores da reconstrução e desenvolvimento de Faro após o sismo, ajudando a cidade a afirmar-se como a nova capital da região do Algarve. Entre a sua obra de reconstrução, destacam-se as intervenções na antiga Sé de Silves, na Igreja de Santa Maria do Castelo em Tavira, na Igreja Matriz de Aljezur, e no Arco da Vila de Faro, segundo os  planos do arquitecto italiano Francisco Xavier Fabri. Também ordenou o restauro da Ermida de São Luís, em Faro, e das igrejas de Albufeira, São Brás de Alportel e Cacela.
De acordo com a obra Memoria sobre a decadencia, e ruina a que se acha reduzida a Cidade de Lagos, e meio de arremediar, escrita em 1821 por Domingos de Mello e copiada pelo investigador Joaquim Negrão em 1938, D. Francisco Gomes de Avelar foi um dos impulsionadores no Algarve da prática de inumar os cadáveres em zonas próprias fora das povoações, em vez do interior dos templos, por motivos de higiene pública, tendo ordenado a criação dos cemitérios em Portimão, Lagoa e Faro: «Tem sido adoptado em quasi todos os Paizes civilizados, a prohibiçaõ de se enterrarem os mortos nas Igrejas que servem de freguesias, destinando-se sempre para este fim, Cemiterios, ou fóra das Cidades, Villas, ou Povoações; ou em Arrabaldes onde gire hum ár livre. He bem facil de conhecer este passo politico, que todo tende á saude dos povos, que deve ser vigiada escrupulosamente. O arcebispo falecido Dom Francisco Gomes, principiou no Algarve a espalhar este bem; e ainda edificou, hum em Portimaõ, outro em Alagoa, e 3. em Faro».
Desta forma, Francisco Gomes de Avelar foi um dos responsáveis pela planeamento do Largo da Sé em Faro, que ficou organizado como um espaço rodeado por edifícios religiosos, com a Sé no centro. Trabalhou no sentido de melhorar o ensino e a culura na província, tendo concluído o Seminário de Faro, obra iniciada pelos seus antecessores, e instalado o Museu Infante D. Henrique, em Faro. Também lutou pelo progresso na agricultura e do comércio, e pela melhoria das defesas militares. Ficou conhecido igualmente pela sua obra social, tendo fundado vários hospitais, como o da Misericórdia de Faro, e desenvolvido outros como o Hospital dos Pobres e o das Caldas de Monchique. Também auxiliou financeiramente os mais pobres, especialmente os órfãos e viúvas, e apoiou os orfanatos em Faro, Tavira e Olhão.
Defendeu igualmente os interesses do Algarve junto do governo, tendo por exemplo escrito à Rainha Maria I, que tinha pedido ao papa financiamento para avançar a inquisição na região, contra os desejos da Diocese de Faro. A sua carreira como bispo ficou marcada pela sua humildade e modéstia, para melhor dar o exemplo dos princípios que defendia junto dos diocesanos. Este modo de vida gerou críticas por parte dos seus opositores, tendo sido chamado a apresentar-se ao rei João VI.
Francisco Gomes de Avelar também se afirmou como um mecenas, tendo contratado vários escultores e pintores no estrangeiro para fundar escolas artísticas no Algarve, e encomendado várias pinturas para enriquecer o espólio dos edifícios religiosos em Faro. Escolheu obras de artistas portugueses e italianos, no estilo neoclássico, destacando-se o quadro O Menino entre os Doutores, de Marcello Leopardi, e a colecção de quatro telas Os Doutores da Igreja, de Vieira Portuense.

### Falecimento
Francisco Gomes de Avelar faleceu em 15 de Dezembro de 1816.

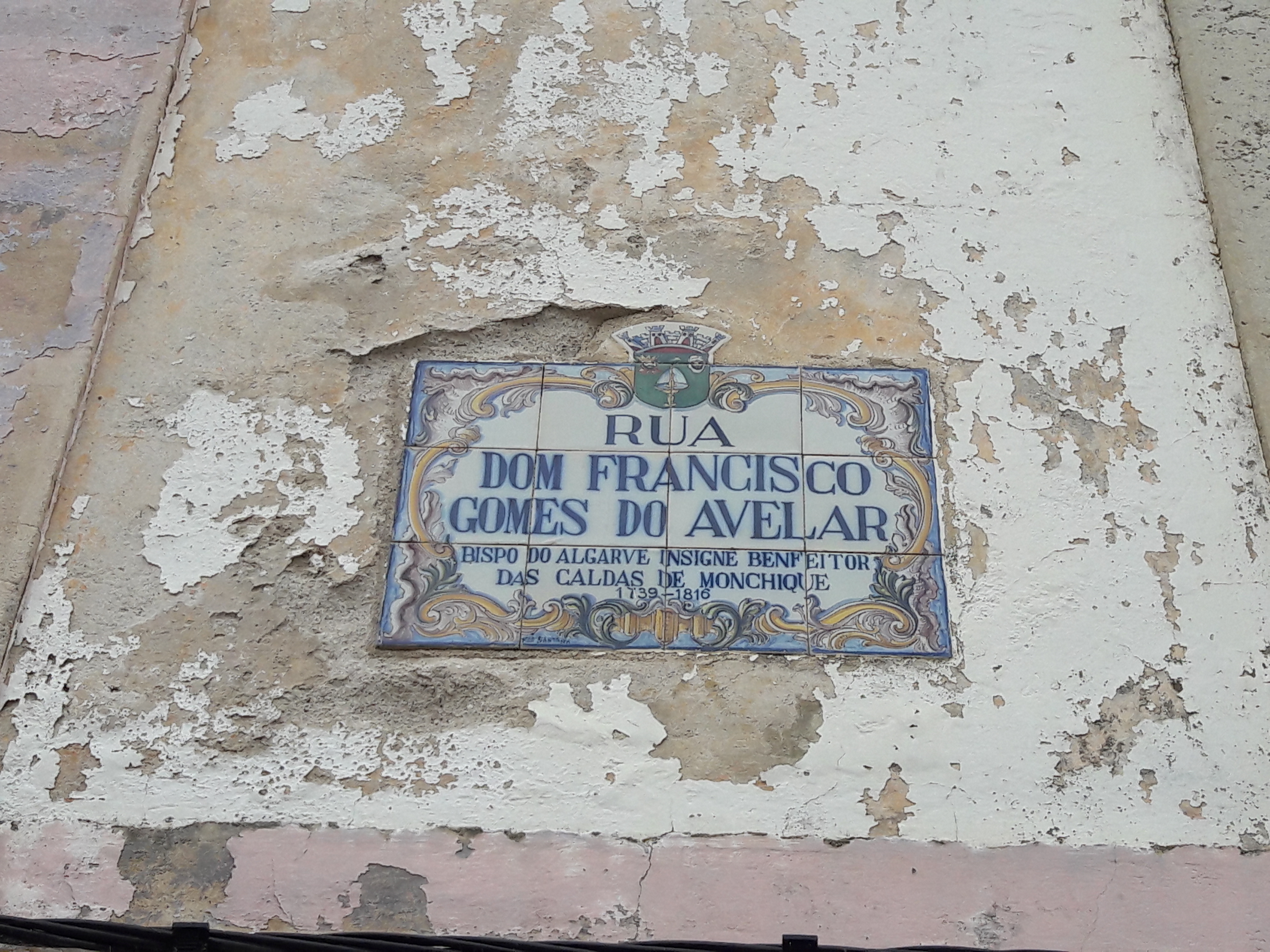
Placa da Rua D. Francisco Gomes do Avelar, em Monchique.

## Homenagens
Em Janeiro de 2018, foi organizado o I Ciclo Órgãos Históricos, em Tavira e em Lagos, onde foi recordado o bispo D. Francisco Gomes de Avelar.
O nome de Dom Francisco Gomes do Avelar foi colocado numa rua em Monchique.